# View Royal
View Royal ist eine Kleinstadt am südlichen Ende von Vancouver Island in British Columbia, Kanada. Die Kleinstadt ist Teil der Metropolregion Greater Victoria, im Capital Regional District, welche mehrere Orte umfasst.
Die Kleinstadt liegt etwa 7 Kilometer westlich von Victoria und wird unmittelbar von den Gemeinden Colwood, Langford, Highlands, Saanich und Esquimalt umgeben.
Mit seinen südöstlichen Gebieten stößt die Kleinstadt an eine Bucht der Juan-de-Fuca-Straße und im Nordwesten an den Goldstream Provincial Park.

## Gemeindegliederung
View Royal selbst besteht aus mehreren Stadtteilen (neighbourhoods):
- Atkins
- Burnside
- Craigflower
- Harbour
- Helmcken
- Hospital
- Thetis
- Wilfert

## Geschichte
Wie überall in Kanada geht die Geschichte weit über die dokumentierte europäische Besiedelung hinaus. Bevor sich hier Europäer niederließen, war die Gegend Siedlungs- und Jagdgebiet der First Nations vom Volk der Esquimalt.

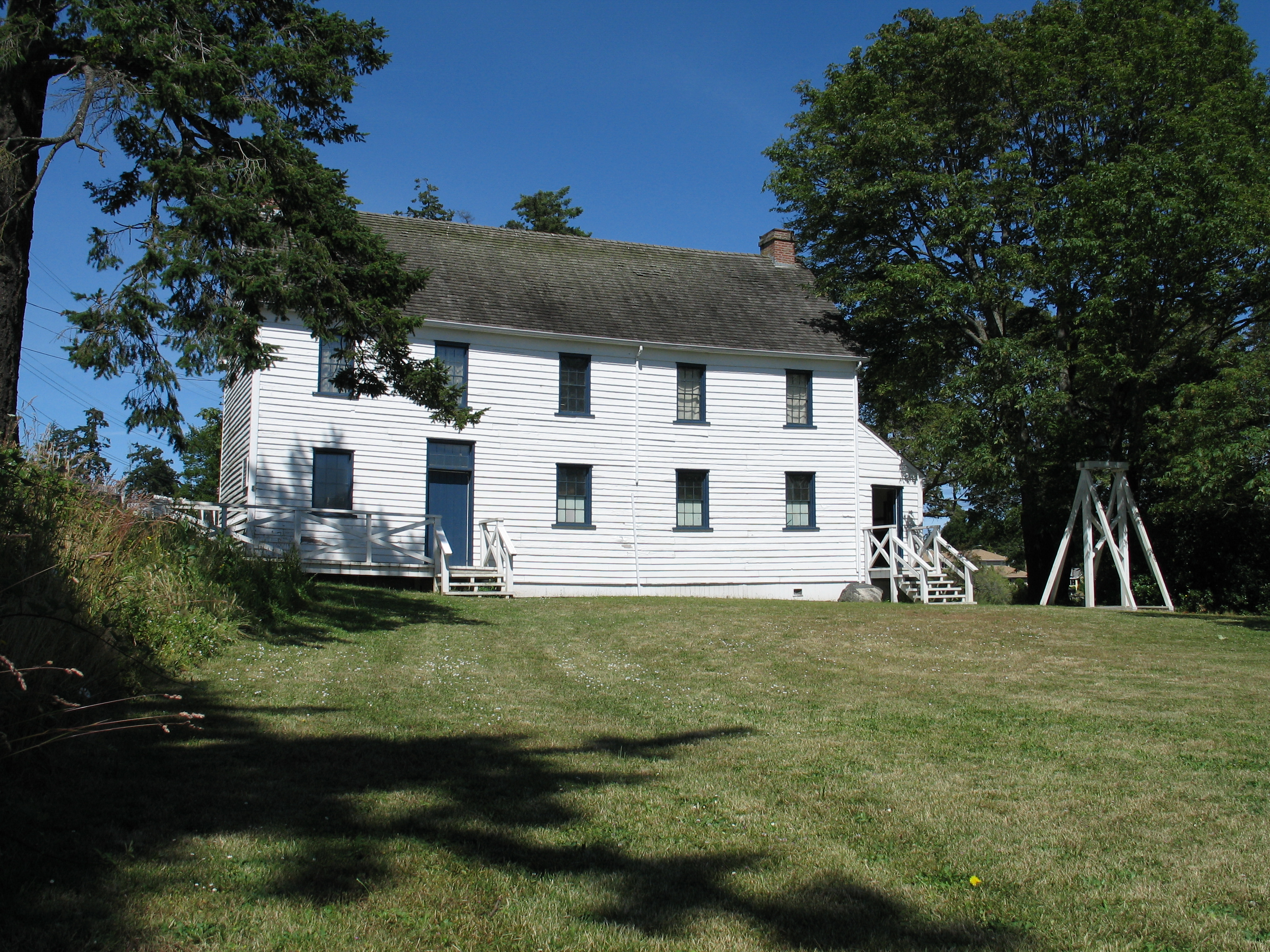
Craigflower Schoolhouse

Die europäische Ansiedlung nimmt um erst 1850 richtig Fahrt auf, obwohl schon vorher sich hier Europäer niedergelassen hatten. In dieser Zeit entstehen gleich zwei Gebäudekomplexe, welche am 27. Oktober 1964 zum Nationaldenkmal erklärt wurden. Auf dem Gebiet der heutigen Gemeinde entstehen die heutigen National Historic Site of Canada, Craigflower Manor House und Craigflower Schoolhouse. Die beiden markieren auch den Übergang vom bis dahin vorherrschenden Pelzhandel zur landwirtschaftlichen Besiedlung.

## Demographie
Der Zensus im Jahr 2021 ergab für die Stadt eine Bevölkerung von 11575 Einwohnern, nachdem der Zensus im Jahr 2016 für die Gemeinde noch eine Bevölkerung von nur 10.408 Einwohnern ergeben hatte. Die Bevölkerung hat damit im Vergleich zum letzten Zensus im Jahr 2016, deutlich stärker als der Trend in der Provinz, um 11,2 % zugenommen, während der Provinzdurchschnitt bei einer Bevölkerungszunahme von 7,6 % lag. Der Zensus im Jahre 2011 ergab für die Stadt eine Bevölkerungszahl von 9381 Einwohnern. Die Bevölkerung der Stadt hatte dabei im Vergleich zum Zensus von 2006 um 7,0 % zugenommen und lag damit genau im Durchschnitt der gesamten Provinz British Columbia, wo die Bevölkerung gleichzeitig auch um 7,0 % anwuchs.
Im Rahmen des „Census 2021“ wurde für die Gemeinde ein Medianalter von 44,8 Jahren ermittelt. Das Medianalter der Provinz lag 2021 bei 42,8 Jahren. Das örtliche Durchschnittsalter lag bei 43,8 Jahren, bzw. bei 43,1 Jahren in der Provinz. Beim „Census 2016“ wurde für die Gemeinde noch ein Medianalter von 44,8 Jahren ermittelt und für die Provinz von 43,0 Jahren, sowie ein örtliches Durchschnittsalter von 42,8 Jahren bzw. von 42,3 Jahren in der Provinz. Beim „Census 2011“ wurde für die Gemeinde noch ein Medianalter von 44,1 Jahren ermittelt und für die Provinz von 41,9 Jahren.

## Politik
Die Zuerkennung der kommunalen Selbstverwaltung für die Gemeinde erfolgte erst am 15. Oktober 1988 (incorporated als Town Municipality).
Seit der Wahl 2022 ist Sid Tobias der Bürgermeister der Gemeinde. Zusammen mit sechs weiteren Bürgern bildet er den Rat der Gemeinde (council).

## Wirtschaft
Da die Kleinstadt mehr oder weniger vollständig von anderen Gemeinden umschlossen wird, sind hier der Handel und das Handwerk die vorherrschenden Wirtschaftszweige. Viele Beschäftigte wohnen zwar in der Kleinstadt, arbeiten aber in den umliegenden Gemeinden.
Das Durchschnittseinkommen der Bewohner von View Royal lag im Jahr 2006 bei weit überdurchschnittlichen 33.617 C $, während es in der Provinz British Columbia nur 24.867 C $ betrug.

## Verkehr
Durch View Royal verlaufen zwei Highways. Zum einen läuft der Trans-Canada Highway (Highway 1) durch die Gemeinde und zum anderen durchquert auch der ursprüngliche Verlauf des Trans-Canada Highways, in Form des Highway 1A, View Royal.
Die Stadt hat keinen eigenen Flughafen, sondern ist nur über die Flughäfen der umliegenden Gemeinden, besonders den von Victoria, zu erreichen.

## Trivia
In View Royal befindet sich das älteste ohne Unterbrechung betriebene Pub in British Columbia. Das Six Mile Pub wurde 1855 eröffnet.